# Markus Eggensperger
Markus Jakob Eggensperger (* 23. September 1982 in Wels) ist ein österreichischer Tanzpädagoge und Choreograph. Er ist Universitätslehrer im Lehrgang für Urban Dance Styles des Institute of dance Arts an der Anton Bruckner Privatuniversität in Linz, Kursleiter an der Universität Linz und Referent an den Pädagogische Hochschule Oberösterreich und Niederösterreich, Salzburg, Wien, Tirol und Steiermark.

## Leben
Sein Kindheit verbrachte Markus Eggensperger als Sohn eines Angehörigen der Päpstlichen Schweizergarde in der Vatikanstadt. Von 1989 bis 1994 besuchte er die Volksschule Bad Schallerbach und von 1994 bis 2001 das BRG Schauerstraße Wels. Von 2001 bis 2002 besuchte er das Bruckner-Konservatorium und studierte klassischen, modernen und postmodernen Tanz. Von 2002 bis 2006 studierte er Wirtschaftspädagogik und Wirtschaftswissenschaften an der Johannes Kepler Universität Linz. 2016 studierte er Movement Studies and Performance an der Anton Bruckner Privatuniversität.
2002 bis 2008 war er bei den Sanitätstruppen der Schweizer Armee und wurde auch 2006 zum Leutnant brevetiert. 2005 absolvierte er eine Hip-Hop Lehrer Aus- und Fortbildung an dem Universitätsportinstitut Wien, 2006 folgte eine Rhetorik- und Kommunikationstrainer Ausbildung am Leopold Figl Institut und der Politischen Akademie in Wien. 2009 schloss er die Urban Style Ausbildung unter der Leitung von Niels „Storm“ Robitzky an der dietanzschule dr. klaus höllbacher ab. 2018 absolvierte er die Befähigungsprüfung zum Lehrlingsausbilder am WIFI Oberösterreich.
Von September 2001 bis September 2010 war er Tanzlehrer an der Tanzschule Hippmann. Von Oktober 2002 bis September 2010 war er als Tänzer beim Tanzwerk Wels tätig. Seit März 2006 ist er Vorsitzender des DANCEworkshops, eine Organisation von Tänzern, Choreographen und Tanzpädagogen. Im Jänner 2007 wurde danceaustria.at gegründet. Im September gründete er den Verein DANCEproject Gmunden, welcher 2017 auf Engerwitzdorf und 2020 auf Linz ausgeweitet wurde. April 2016 gründete er den Kunst-, Kultur-, und Bildungsverein Urban Artists mit und ist dort Präsident. Im September 2017 gründete er die Union Up2Now sowie im Dezember die Werbeagentur urbanartproduction gmbh.

## Lehrtätigkeit
Markus Eggensperger ist seit Oktober 2003 als Übungsleiter an der Johannes Kepler Universität und seit November 2016 als Vertragslehrer für Tanz und Digitale Grundbildung am Bundesgymnasium Wels  tätig. Ab Jänner 2016 ist er zunächst Lehrgangskoordinator, ab 2022 Lehrgangsleiter des Urban Dance Styles Lehrgang an der Anton Bruckner Privatuniversität. Außerdem ist er Tanzpädagoge an den Pädagogischen Hochschulen in Ober- und Niederösterreich, Salzburg, Wien und Steiermark. Ebenfalls ist er seit 2020 Tanzpädagoge an der Universität für Musik und Darstellende Kunst Wien. Seit 2021 unterricht Eggensperger beim internationalen Tanzfestival ImPulsTanz in Wien Mit 2024 über er die Leitung von groove2grow.

## Künstlerische Leistungen
Markus Eggensperger war und ist an zahlreichen Projekten engagiert. Als Tänzer war er beispielsweise an den Life Bällen 2006 bis 2010, der Linzer Klangwolke 2013 zusehen so wie in dem Musikvideo Jai ho der Pussy Cat Dolls. Ebenfalls ist er mehrfacher Europa- und Weltmeister im Showdance.
Als Choreograph war er beispielsweise für Künstler wie 50 Cent, David Hasselhoff, Nena, EAV und die Seer tätig. Ebenfalls war er bei Events wie das Pflasterspektakel, die Klangwolke, die Lange Nacht der Bühnen in Linz oder an dem Urban Dance Festival für Choreografien zuständig.